# Daniel Hernández Santos
Daniel Hernández Santos (Caracas, Distrito Federal, Venezuela, 21 de octubre de 1985) es un exfutbolista venezolano que jugaba como portero y su último equipo fue el CF Fuenlabrada de la Primera Federación de España. Es hermano de Jonay Hernández, también exfutbolista profesional.
Es el internacional número 356 de la Selección de fútbol de Venezuela y es el primer guardameta venezolano en participar en la máxima categoría del fútbol español. Formó parte de la selección que obtuvo el cuarto puesto en la Copa América 2011 disputada en Argentina.

## Biografía
Daniel llegó desde su Venezuela natal a los 2 años a Canarias. Sus padres, naturales de Tenerife, regresaron pronto a España. Con tan solo 18 años formó parte de las categorías inferiores de Rayo Majadahonda para pasar posteriormente al Deportivo Guadalajara. En el verano de 2005 llegó al Real Madrid C procedente del C. U. C. Villalba, conjunto que militaba en la preferente madrileña, en esta época compartió, en escasas ocasiones, con los compañeros del primer equipo en los entrenamientos dirigidos por Fabio Capello.
Tras dos años, se fue al Rayo Vallecano. Tras una temporada de grandes detalles en el filial del equipo de Vallecas emprendió una época de cesiones que le depararon diferente suerte. En la campaña 2008-09 fue cedido al Real Jaén, de la Segunda B española, en dónde recibió 21 goles en 38 partidos con intervenciones destacables como la detención de un penalti que llevó al equipo jiennense a disputar la última ronda de la fase de ascenso a Segunda. Esta buena temporada en cuanto a números personales le abrieron las puertas al S. D. Huesca de la Segunda División. La llegada del guardameta Toni Doblas lo relegó al banquillo, durando así pocos meses en el conjunto oscense. Nuevamente fue cedido al Valencia Mestalla donde aumentó un poco su participación.
En verano de 2010 el Real Murcia logró hacerse con sus servicios. Sin embargo, la presencia de Alberto Cifuentes deja nuevamente a Hernández en la suplencia. Debutó oficialmente el 25 de agosto en el partido de la Copa del Rey ante el Puertollano que en la tanda de penaltis, el venezolano pudo detener tres tiros para permitirle a su equipo el pase a la siguiente ronda. Tras pasar varios partidos relegado al banquillo, llegó su segunda oportunidad en la Copa del Rey, en esta ocasión ante el Real Madrid C. F. en el Estadio Nueva Condomina, dejando una buena actuación al dejar su arco en cero, tras senda atajada a Cristiano Ronaldo y otra después de un disparo hacia la escuadra de Pedro León. Después en el partido de vuelta salió derrotado por 5-1 en el Santiago Bernabéu, donde poco pudo hacer para evitar los goles. Posteriormente debutó en la liga el 8 de mayo ante el Jumilla C. F. con victoria por 2-1. A final de temporada rescindió el contrato con el equipo murciano.
Tras pasar un mes con la Selección de fútbol de Venezuela en la Copa América 2011, el 18 de agosto fichó por el Real Valladolid de la Segunda División. Debutó con el equipo blanquivioleta el 8 de septiembre en un partido de la Copa del Rey al vencer 6 por 0 al Club Gimnàstic de Tarragona. Debutó en la liga el 14 de enero de 2012 ante el Alcorcón al entrar en el minuto 10 después de la expulsión del arquero titular Jaime, Dani Hernández logró atajar el penalti que había sido cometido por el jugador sancionado. Al haber terminado tercero en la tabla de clasificación el Valladolid llegó a participar en los play off de ascenso. En el partido de ida de la primera ronda, entró en el minuto 84 debido a una lesión en su aductor izquierdo de Jaime. De esta forma, jugó todos los minutos de los partidos restantes, y logra el ascenso a Primera División tras empatar 1-1 contra el Alcorcón.
La temporada siguiente la inicia en el banquillo de suplentes durante las primeras siete jornadas de la Liga BBVA 2012-13, Miroslav Djukic dio a entender que Dani será nuevamente el segundo arquero de la plantilla. Sin embargo, después de las destacadas actuaciones del guardameta con su selección, el entrenador serbio decidió darle la oportunidad el 20 de octubre de 2012 ante el Málaga Club de Fútbol al ingresarlo desde el primer minuto en el Estadio La Rosaleda. El caraqueño realizó buenas intervenciones y evitó que la derrota de su equipo pasara del 2-1. A partir de ese día se consolidó como el arquero titular del equipo al disputar todos los partidos posibles desde su debut, realizando destacadas actuaciones ante Real Sociedad, Deportivo La Coruña. El 7 de abril de 2013 tuvo una actuación muy destacada en Mestalla, frente al Valencia C. F., deteniendo un penalti al delantero internacional Soldado. Tras la jornada siguiente, en la victoria ante el Getafe 2 por 1, Dani Hernández fue relegado al banquillo por Jaime.
En verano de 2013 renovó con el Real Valladolid hasta junio de 2016, para posteriormente pactar su cesión durante las dos próximas temporadas al Asteras Tripolis de la Super Liga de Grecia, donde empezó como titular. Sin embargo, una lesión en el pubis lo mantuvo alejado de las canchas desde enero por tres meses. En Grecia, le aconsejan dejar el fútbol por la gravedad de su lesión, desoyendo la indicación viajó a Valladolid a tratarse, algo que no gustó mucho al equipo griego. Tras recuperarse en el mes de abril, volvió a la titularidad. Su equipo terminó en la quinta posición y disputó 24 partidos enteros, igualando su cifra récord de la temporada anterior.
Las turbias relaciones entre el guardameta y su club, le hicieron romper el contrato de dos años, y tras un acuerdo mutuo, Dani volvió al Real Valladolid en junio. Las convocatorias de Hernández a la selección, produjeron incomodidades en el equipo pucelano, puesto que la Segunda División no descansa en fechas FIFA. Por dicha razón se fichó a Javi Varas, que le quitó el puesto al venezolano. El portero caraqueño, solo disputó 6 partidos en el semestre, tres de Copa del Rey y las tres primeras jornadas de liga, cuando no había llegado Varas.
En enero de 2015 obtuvo la carta de libertad por parte del Real Valladolid ya que el portero no estaba teniendo los minutos que quería, tras lo cual se incorporó hasta el final de la temporada al Club Deportivo Tenerife también en la segunda división de España. En junio de 2015, el Club Deportivo Tenerife renovó su ficha por tres temporadas más. En julio de 2022 dejó el club chicharrero tras ocho temporadas y más de 200 partidos oficiales.
El 14 de julio de 2022, firmó por el Club de Fútbol Fuenlabrada de la Primera División RFEF. Tras disputar solo 11 partidos en la temporada en febrero de 2023 causó baja en el club fuenlabreño, y el 20 de febrero emitió un comunicado anunciando su retirada.

## Selección nacional
Debutó con la Selección de fútbol de Venezuela el 8 de septiembre de 2010 en la victoria 1-0 sobre Ecuador, en un partido amistoso disputado en el Estadio Metropolitano de Lara, convirtiéndose así en el internacional vinotinto número 356 de la historia. Volvió a participar con la selección el 12 de octubre del mismo año, en el partido amistoso ante la Selección de México. En diciembre jugó un partido no-oficial ante la Selección de fútbol de Euskadi en el Estadio San Mamés y Dani Hernández realizó una buena intervención, al atajar un tiro libre que se colaba en la escuadra. Recibió la convocatoria para la Copa América 2011 en donde se tuvo que quedar en el banco de suplentes en los seis partidos gracias a las buenas actuaciones de Renny Vega. El 29 de febrero de 2012 jugó un partido ante España en el Estadio La Rosaleda y su equipo salió derrotado 5-0, en donde el guardameta fue el más destacado del conjunto vinotinto, incluida una salvada de un penalti. El 15 de agosto sería su siguiente cita en Sapporo al empatar 1-1 con el combinado japonés.
El 11 de septiembre para el encuentro de las eliminatorias al Mundial 2014 ante Paraguay, el seleccionador César Farías, decidió colocar a Dani Hernández en la portería, en detrimento del habitual Renny Vega. En dicho partido, Hernández salvó a su selección en varias ocasiones, convirtiéndose, junto a su compañero Salomón Rondón, en el héroe de la victoria de su equipo de 0 por 2 en Asunción. De esta forma volvió a participar en este torneo en la siguiente fecha en el empate a uno contra Ecuador. Disputó los siguientes partidos en la eliminatoria, a excepción del encuentro contra Bolivia, en la altura de La Paz, por resguardo físico. Venezuela no logró clasificarse al Mundial tras quedar a cinco puntos de Uruguay.
Tras el ingreso de Rafael Dudamel como director técnico el arquero Dani Hernández fue incluido en la lista de los jugadores de la Copa América Centenario. Tras haber estado en la lista volvió a la selección después de un par de meses sin haber disputado más partidos. Su retiro fue tras estar en la banca de suplentes durante el encuentro ante Colombia en la Copa América 2015 de la mano de Noel Sanvicente.
En la fase de grupos de la Copa América Centenario fue titular ante Jamaica, Uruguay y México y ante Argentina en Cuartos de final, perdiendo por (4-1) ante el combinado Albiceleste. A pesar de la actuación de Dani Hernández en 4 ocasiones, terminaría ubicado en el puesto 6 con 7 puntos en la tabla de la Copa América Centenario

## Participaciones internacionales

### Copa América
| Copa América            | Sede           | Resultado        | Partidos | Goles recibidos |
| ----------------------- | -------------- | ---------------- | -------- | --------------- |
| Copa América 2011       | Argentina      | 4.º lugar        | 0        | 0               |
| Copa América Centenario | Estados Unidos | Cuartos de final | 4        | 5               |

#### Participaciones en eliminatorias mundialistas
| Eliminatorias     | Resultado | PJ | GC |
| ----------------- | --------- | -- | -- |
| Eliminatoria 2014 | 6.º lugar | 8  | 11 |

## Clubes
| Club                       | País   | Año        |
| -------------------------- | ------ | ---------- |
| Rayo Majadahonda           | España | 2002-2003  |
| CD Guadalajara             | España | 2003-2004  |
| Unión Collado              | España | 2004-2005  |
| Real Madrid C              | España | 2005-2007  |
| Rayo Vallecano             | España | 2007-2010  |
| Real Jaén CF (cesión)      | España | 2008-2009  |
| SD Huesca (cesión)         | España | 2009       |
| Valencia Mestalla (cesión) | España | 2010       |
| Real Murcia                | España | 2010-2011  |
| Real Valladolid            | España | 2011-2015  |
| Asteras Tripolis (cesión)  | Grecia | 2013- 2014 |
| CD Tenerife                | España | 2015-2022  |
| Club de Fútbol Fuenlabrada | España | 2022-2023  |

## Palmarés
| Título                      | Club               | País   | Año     |
| --------------------------- | ------------------ | ------ | ------- |
| 3.ª División - Grupo VII    | Real Madrid CF "C" | España | 2005-06 |
| Copa Federación             | Real Jaén CF       | España | 2008-09 |
| 2.ª División "B" - Grupo VI | Real Murcia CF     | España | 2010-11 |
| 2.ª División "B"            | Real Murcia CF     | España | 2010-11 |